# Un ange à ma table (chanson)
Singles de Indochine
Le Lac Le Dernier Jour
Pistes de La République des Meteors
Le Grand Soir La Lettre de métal
Un ange à ma table est une chanson d'Indochine parue sur l'album La République des Meteors en 2009. Elle est chantée en duo avec Suzanne Combeaud, ancienne chanteuse et bassiste du groupe Pravda. 
La chanson a été réenregistrée en mars 2011 pour donner une version japonaise chantée avec la chanteuse nipponne AMWE (en), et dont les recettes ont été versées à la Croix-Rouge japonaise pour venir en aide aux victimes du séisme de 2011. 

## Classements par pays
| Pays     | Meilleure position |
| -------- | ------------------ |
| France   | -                  |
| Belgique | -                  |
| Québec   | -                  |
| Suisse   | -                  |
| Suède    | -                  |